# Antonio de Brugada
Pour les articles homonymes, voir Brugada.
Antonio Juan Pedro Augustin de Brugada Vila, né le 5 décembre 1804 à Madrid (Espagne) et mort le 17 février 1863  à Saint-Sébastien, est un peintre espagnol.

## Biographie
Antonio de Brugada est disciple de Francisco de Goya entre 1818 et 1821 à l'Académie royale des beaux-arts de San Fernando, à Madrid, puis plus tard à l'Académie Guedin, à Paris.
Ami de Francisco Goya, il le suit en exil à Bordeaux en 1824.

## Œuvre

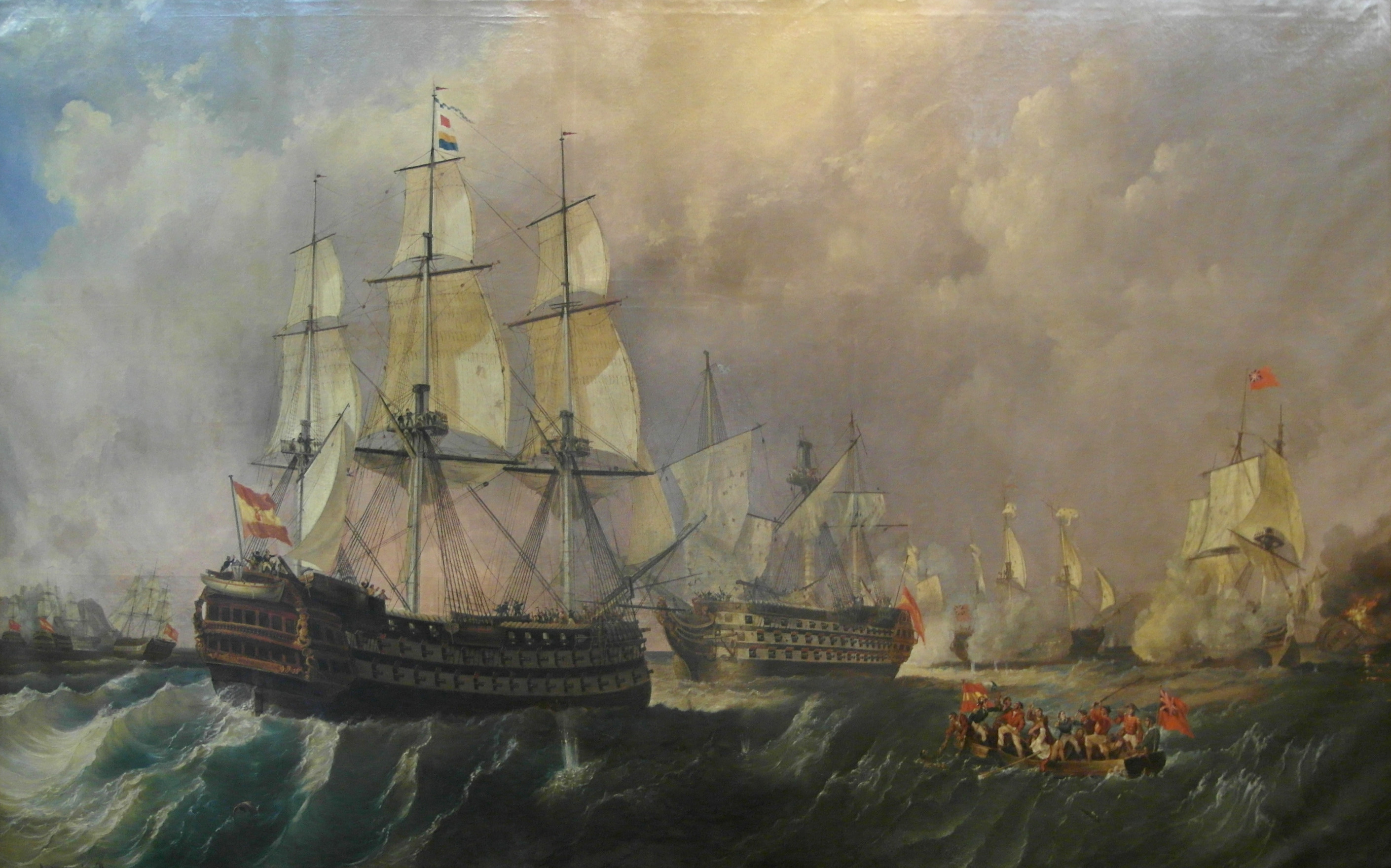
Rescate del Santísima Trinidad por el Pelayo en Cabo San Vicente (av. 1863, Museo Naval de Madrid).

Son œuvre se caractérise principalement par sa thématique marine. Le Museo Naval de Madrid possède plusieurs de ses œuvres.
- La batalla de Lepanto (av. 1863) Huile sur toile, 163 × 305 cm (Museo Marítimo de Barcelona).
- El vapor de Isabel II en la Marejada (av. 1863).
- Vapor de Ruedas Isabel II (av. 1863, Museo Naval de Madrid).
- Rescate del Santísima Trinidad por el Pelayo en Cabo San Vicente (av. 1863, Museo Naval de Madrid)